# 風祭国辰
風祭 国辰（かざまつり くにとき、宝永4年（1707年） - 天明4年（1784年）4月22日）は、江戸時代後期の旗本。通称は甚三郎。父は江戸幕府御家人・風祭国次、子に風祭古明がいる。家禄は70俵。

## 生涯
享保9年（1724年）12月25日に家督を相続、同11年（1726年）9月2日表火番、同17年（1732年）2月4日、徒士目付を務める。元文4年（1739年）8月27日勘定に転任し、御目見以上（旗本）となる。寛延2年（1749年）6月23日陸奥国塙代官となり、宝暦3年（1753年）1月28日に同国小名浜代官に場所替えとなり、出羽国白岩に出張陣屋を置く。同7年（1757年）1月25日に不祥事糾明を受けて弘前藩主津軽信寧に預かりの身となる。同8年（1758年）には奥羽地方に大飢饉が発生したにも拘らず、二年前の免率のまま年貢収納を強行し、無理な年貢米の交易を行って住民の困窮を招いたため、出仕を止めらたが、同年9月25日赦免される。同10年（1760年）備中国笠岡代官所に場所替えとなり、美作国高田に出張陣屋を置く。
同13年（1763年）越後国出雲崎代官所に場所替えとなり、同年9月9日、天領の高田藩預所が解消され、出雲崎代官所に引き渡された。同時に廃止された十日町代官所支配の村々は同年12月に再び高田藩預所となり、代わりに頚城郡3万石の天領が出雲崎代官所支配となった。明和3年（1766年）以降、頚城郡の村々から出張陣屋の設置や陣屋付け替えを求める運動が発生した。明和7年（1770年）には手代が不正により処罰されたことに連座し、翌8年（1771年）1月16日に赦免された。安永4年（1775年）5月7日にに大坂代官に場所替えとなるが、同6年（1777年）6月20日には再び出雲崎代官所にに場所替えとなり、明和8年（1771年）に頚城郡新井に出張陣屋を置いた。
天明4年（1784年）4月13日に代官職を辞し、小普請となり、黄金2枚を賜るが、同月に病没した。享年78。墓所は麻布の曹渓寺。法名は良義。